# Казань-ринг
КазаньРинг Каньон (eng. KazanRing Canyon) — автогоночная трасса, построенная на окраине Казани, вдоль её объездной дороги рядом с автодромом «Высокая Гора».
Первые новости о планах строительства трассы появились ещё в 2000 году. Непосредственно строительные работы начались в 2006 году, участие в разработке схемы трассы принимал Герман Тильке. Трек имеет длину 3,476 километра и перепад высот до 28 метров. Одна из особенностей трека — движение на нём осуществляется против часовой стрелки, что среди трасс кольцевого автоспорта встречается относительно редко. Первые соревнования состоялись в 2011 году. Абсолютный рекорд трассы был установлен в тестовых заездах на болиде формулы GP2 2010 года, показанное время — 1 мин 12,87 сек.

## Характеристики трассы
Основные характеристики:
- Длина трассы — 3476 м
- Самая длинная прямая — 832 м
- Расстояние между линией старта и первым поворотом — 265 м
- Минимальная ширина — 12 м
- Максимальная ширина — 15 м
- Перепад высот — 28 м
- Максимальный продольный уклон 10 %
- Максимальный поперечный уклон 2,5 %
- Покрытие — асфальт/асфальтобетон
- Направление движения — против часовой стрелки
- Допустимое количество автомобилей участников в тренировке/гонке — 43/52

## Спортивные мероприятия
- Российская серия кольцевых гонок (СМП РСКГ)
- Чемпионат РФ по шоссейно-кольцевым мотогонкам — Russian Superbike Repsol Championship International Cup
- Чемпионат РФ по дрифту — Russian Drift Series
- Red Bull Air Race
- Mitjet — российская серия кольцевых гонок
- Russian Endurance Challenge (REC) — гоночная серия на выносливость
- Открытый Чемпионат Республики Татарстан по шоссейно-кольцевым автогонкам
- Открытый Кубок Республики Татарстан в классе Granta Cup